# 希科克牧場 (加利福尼亞州)
希科克牧場（英語：Hickok Ranch）是位於美國加利福尼亞州埃爾多拉多縣的一個非建制地區。該地的面積和人口皆未知。

## 地理
希科克牧場的座標為38°43′02″N 120°02′48″W / 38.71722°N 120.04667°W，而該地的平均海拔高度為301米（即988英尺）。